# Unione Sportiva Arezzo 1941-1942
Questa pagina raccoglie le informazioni riguardanti l'Unione Sportiva Arezzo nelle competizioni ufficiali della stagione 1941-1942.

## Rosa
| N. |                   | Ruolo | Calciatore            |
| -- | ----------------- | ----- | --------------------- |
|    | Italia (bandiera) | A     | F. Baldinotti         |
|    | Italia (bandiera) | A     | Dante Bazzanti        |
|    | Italia (bandiera) | A     | E. Boldi              |
|    | Italia (bandiera) | C     | Geo Bortolini         |
|    | Italia (bandiera) | D     | Franco Buoncristiano  |
|    | Italia (bandiera) | A     | G. Casi               |
|    | Italia (bandiera) | A     | Floriano Cerofolini   |
|    | Italia (bandiera) | C     | P. Ciabattini         |
|    | Italia (bandiera) | C     | A. Derelitti          |
|    | Italia (bandiera) | D     | C. Fani               |
|    | Italia (bandiera) | D     | Giuseppe Gaiano       |
|    | Italia (bandiera) | C     | A. Gambi              |
|    | Italia (bandiera) | A     | Francesco Gambineresi |
|    | Italia (bandiera) | D     | Carlo Gennai          |

| N. |                   | Ruolo | Calciatore         |
| -- | ----------------- | ----- | ------------------ |
|    | Italia (bandiera) | A     | R. Gentini         |
|    | Italia (bandiera) | A     | Siro Giannini      |
|    | Italia (bandiera) | C     | A. Giuffanti       |
|    | Italia (bandiera) | D     | E. Lanini          |
|    | Italia (bandiera) | D     | Umberto Lucetti    |
|    | Italia (bandiera) | D     | C. Nardelli        |
|    | Italia (bandiera) | P     | R. Paglizzi Brozzi |
|    | Italia (bandiera) | A     | Vasco Polvani      |
|    | Italia (bandiera) | A     | Nello Ricciarini   |
|    | Italia (bandiera) | A     | L. Rossi           |
|    | Italia (bandiera) | D     | O. Rucci           |
|    | Italia (bandiera) | P     | Ivo Sarri          |
|    | Italia (bandiera) | D     | Enzo Simoncini     |
|    | Italia (bandiera) | P     | Virginio Verbeni   |